# Glenn Shadix
William Glenn Shadix Scott, mais conhecido como Glenn Shadix (Bessemer, 15 de abril de 1952 – Birmingham, 7 de setembro de 2010) foi um ator, comediante e dublador estadunidense. Ficou conhecido pelos diversos trabalhos que realizou com o amigo Tim Burton, como Beetlejuice (1988), Planet of the Apes (2001) e na dublagem de The Nightmare Before Christmas (1993).

## Biografia
Shadix nasceu em 15 de abril de 1952 em Bessemer (Alabama), sendo o filho mais velho da família. Seu sobrenome foi legalmente alterado para "Scott" quando sua mãe, Annie Ruth, se casou novamente alguns anos após seu nascimento. Ele frequentou o Birmingham-Southern College por dois anos, estudando com o dramaturgo Arnold Powell.
Enquanto integrava a trupe de comédia The Groundlings, Shadix conquistou seu trabalho de maior destaque no cinema, o decorador de interiores com conhecimentos mediúnicos Otho Fenlock na comédia de terror Beetlejuice (1988). Ele tornou-se amigo do cineasta Tim Burton, repetindo a parceria com ele em Planet of the Apes (2001) e na dublagem de The Nightmare Before Christmas (1993) como a voz do Prefeito da Cidade do Halloween. Ao longo da década de 1990, fez participações em diversos seriados de comédia, como Cheers, Roseanne, Seinfeld,  The Fresh Prince of Bel-Air e Sabrina, the Teenage Witch.
Ele também realizou muitos trabalhos em dublagem, como os personagens Brain e Monsieur Mallah na quinta temporada de Teen Titans e também em Dinosaurs, The Mask: The Animated Series, Cow and Chicken, Rocket Power, Jackie Chan Adventures e Justice League Unlimited, além do videogame Kingdom Hearts II.
Enfrentando problemas de saúde e recebendo cada vez mais poucos convites para atuar, Shadix deixou Los Angeles e voltou a morar no Alabama após 30 anos.[carece de fontes?]

## Vida pessoal

### Sexualidade
Glenn era homossexual, tendo se assumido para a família aos 17 anos. Seus pais o matricularam numa terapia de conversão, que incluía tratamentos de choque. Quando isso não mudou sua orientação, ele tentou se matar ingerindo uma alta dose de Elavil. Seus pais o levaram às pressas para o hospital, onde ele sobreviveu a um coma de três dias. Após o incidente, seus pais começaram a aceitar sua sexualidade.

### Morte
Morreu em 7 de setembro de 2010, aos 58 anos, em decorrência de um acidente doméstico em sua casa no Alabama. Segundo declarou a irmã de Glenn, ele estava enfrentando dificuldades de mobilidade e pode ter caído da cadeira de rodas e batido a cabeça, o que ocasionou sua morte.